# Ribeaucourt (Somme)
Ribeaucourt è un comune francese di 220 abitanti situato nel dipartimento della Somme nella regione dell'Alta Francia.

## Società

### Evoluzione demografica
Abitanti censiti